# Маните се, људи
Маните се, људи је петнаести албум певачице Ане Бекуте. Објављен је 2006. године за Гранд продукцију. Поред нових песама, на албуму се налазе и песме са којима је 2006. године учествовала на неколико фестивала. Песма Добро јутро, лепи мој је победничка песма Фестивала Врњачка Бања 2006. године. Песма Празник је освојила другу награду жирија на фестивалу Бар 2006, а песма Лудува месечина другу награду публике на Валандовофест-у исте године. Са песмом Конак учествовала је на Беовизија 2006. - избору за представника СЦГ на Песми Евровизије.

## Песме на албуму
| Бр. | Песма                       | Музика               | Текст                                 | Аранжман          |
| --- | --------------------------- | -------------------- | ------------------------------------- | ----------------- |
| 1.  | Маните се, људи             | Александар Радуловић | Марина Туцаковић                      | Lucky Sound Group |
| 2.  | С тобом бар знам где је дно | Александар Радуловић | Марина Туцаковић                      | Lucky Sound Group |
| 3.  | Реци својој деци            | Саша Поповић         | Саша Милошевић                        | Енџи Маврић       |
| 4.  | Стари мој                   | Александар Радуловић | Марина Туцаковић, Љиљана Јорговановић | Lucky Sound Group |
| 5.  | Добро јутро, лепи мој       | Стева Симеуновић     | Стева Симеуновић                      | Енџи Маврић       |
| 6.  | Празник                     | Никола Грбић         | Никола Грбић                          | Доријан Шетина    |
| 7.  | Конак                       | Зоран Марјановић     | Саша Милошевић                        | Доријан Шетина    |
| 8.  | Лудува месечина             | Илчо Јованов         | Радмила Митровић                      | Илчо Јованов      |